# Мол (Белгия)
Вижте пояснителната страница за други значения на Мол.
Мол е община в Северна Белгия, провинция Антверпен. Населението на Мол е 36 544 жители (по приблизителна оценка от януари 2018 г.). Площта е 114.26 km², което дава гъстота от 320 души на km².